# 山内豊清
山内 豊清（やまうち とよきよ、延宝5年9月12日（1677年10月8日） - 宝暦6年8月3日（1756年8月28日））は、江戸幕府旗本。
土佐中村藩3代藩主山内豊明の三男で、本藩分家筋の旗本山内之豊の養子となる。正室は池田政言の娘。子は山内豊救（長男）、青木直旧室（長女）、伝三郎（次男）、千代之助（三男）の他女子3人。通称は主膳、大次郎。
元禄4年（1691年）、養父・之豊の遺跡を継ぐ。元禄10年（1697年）には上総国で3000石を与えられ、後に常陸国に移される。宝暦6年（1756年）没し、兄山内豊成の四男で、養子の豊産が相続した。法名は道毅、墓所は曹渓寺（東京都港区）。
青木義正は大正7年、『土佐史壇』の中で赤穂浪士の一人寺坂信行が晩年、この曹渓寺の寺男をしていたことが縁で豊清に仕え、武士身分となったと記しているが、「主膳」でなく「摂津」としていたり、時系列で辻褄が合わない点もあり異論も多い 。